# Станіслав Любомирський (воєвода краківський)
Станіслав Любомирський (1583 — 17 червня 1649) — князь, польський військовик, державний діяч Речі Посполитої, меценат.
З 1647 р. — князь Священної Римської імперії.

## Біографія
Син графа Священної Римської імперії на Вісьнічу Себастьяна Любомирського та його дружини Анни Браніцької.
Початкову освіту здобув у Вісничі. Після закінчення навчання в Мюнхенському єзуїтському колеґіумі до травня 1597 деякий час навчався в університеті Падуї 1600 року.
У 1609 році під проводом короля Сигізмунда III Вази брав участь у боях під Смоленськом. У 1621 році: січень — був у Ярославі, звідти з гетьманом литовським вирушив до Глинян організовувати оборону; у травні на чолі 5 000 вояків вирушив через Бережани, Скалу під Оринин для догляду за шляхами ймовірного руху татар. Прославився у битві під Хотином з турецьким і татарським військом 1621 року. Польсько-литовським військом командував Ян Кароль Ходкевич — 60-річний литовський гетьман. 23 вересня гетьман Ходкевич помер на коні на очах своїх підлеглих; керівництво військом, як належить полковнику й заступнику гетьмана, перебрав на себе Станіслав Любомирський. З 1625 року мав приязні стосунки з князем Юрієм Збаразьким (він теж не любив єзуїтів).
Йому судилося завершити битву перемогою (звичайно, при вирішальній допомозі козаків на чолі з Петром Сагайдачним) і підписати досить вигідне для Польщі перемир'я із турками. До того Станіслав Любомирський був автором «Щоденника війни польської з турками року 1621», виданого 1853 року.
У жовтні 1629 року під його командуванням біля Монастириськ було розбито орду кримських татар, які з великою здобиччю поверталися з-під Бурштина. У 1634 році був тимчасовим заступником гетьмана Станіслава Конєцпольського на південно-східних землях Корони.
Помер після важкої тривалої хвороби 17 червня 1649 року. Був похований у підземеллях монастиря кармелітів босих у Вишничі.

### Посади
Крайчий великий коронний (1618 р.), підчаший коронний (1619 р.), воєвода руський (з 1625), краківський (з 1638 р.). Староста краківський (з 1638 р.), сандомирський (1614), спіський, сондецький (бл. 1597), кшепіцький і заторський з 1633, з 1635-го — неполоміцький.

### Маєтності, фундації
Належав до найбагатших і наймогутніших польських магнатів того часу. Прибутки отримував з маєтностей, розкиданих по всій Речі Посполитій, зокрема, з Краківського, Сандомирського, Волинського й Київського воєводств (кільканадцять міст, 290 сіл). У Стадніцьких викупив Ланьцут та маєтності поблизу міста. Значний зиск мав із соляних копалень, торгівлі зерном, поташем. Річний прибуток часом сягав до 600 000 злотих.
Найбільші витрати мав двір у Новому Вісьничі, де була його головна резиденція. Утримувались: 60 рукодайних слуг, 40 комірників, мешканців найманих квартир, 20 покоївок, 60 конюхів. Мав своє приватне військо (200 драгунів, 400 угорських піхотинців), свою придворну капелу — 30 музикантів-італійців на чолі із відомим композитором Бухнером. Його головний кухар Станіслав Чернецький видав першу куховарську книгу польською мовою.
Сприяв розбудові замків Жеменя, Любовлі, Затожа, Нового Санчу. Засновник міста Новий Віснич поблизу Віснича; тут надав кошти для будівництва парафіяльного костелу, ратуші. У 1621 році був власником міста Полонного та 47-ми поселень. Перебудував Полонський замок і перетворив його на могутню фортецю.
Фундатор двох католицьких костелів, каплиць і кількох єзуїтських шкіл, колегій. Засновник домініканського монастиря в Любарі в 1630 році, а через 4 роки відкрив там костел.
Після купівлі в Миколая Фірлея в 1632 році дому наказав викинути з нього всі його речі. Мав імпульсивний, часом схильний до насилля характер; зокрема, французькому послу д'Аво на відмову прийняти в дарунок коней погрожував при ньому їх убити.

### Сім'я, шлюб
Дружина — донька князя, волинського воєводи Олександра Острозького Софія (пом. 1622 р.), посаг — 100000 злотих. Діти:
- Александер Міхал — краківський воєвода
- Станіслав Єжи-Себастьян — гетьман польний коронний
- Яцек Константій — підчаший коронний
- Констанція — дружина познанського каштеляна Францішека Казімежа Чарнковского
- Кристина Анна[9] — дружина великого литовського канцлера, князя Ольбрахта Станіслава Радзивілла.[5]